# Il Verri
Il Verri è una rivista letteraria trimestrale fondata a Milano nel 1956 da Luciano Anceschi, che ne fu il primo direttore. Annoverava tra i suoi collaboratori Nanni Balestrini, Giulia Niccolai, Antonio Porta, Giuseppe Pontiggia e altri giovani intellettuali che erano soliti incontrarsi nei caffè di Milano.

## Storia

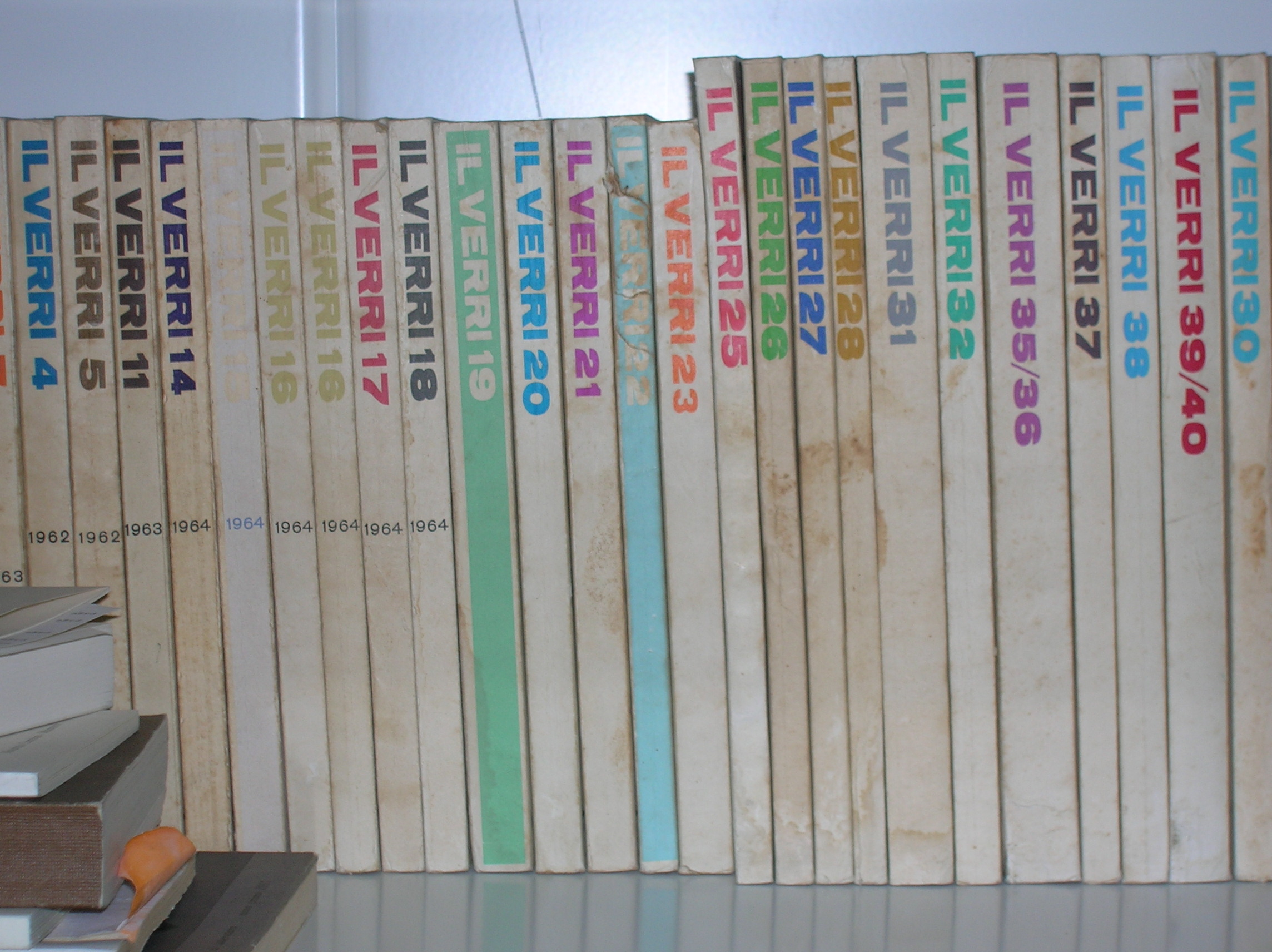
Collezione de Il Verri alla Fondazione Baruchello

Il progetto di lavoro della rivista, che è stata negli anni sessanta-settanta ben più importante di quanto non indichi la tradizionale definizione de "Il Verri" come di una rivista della neoavanguardia , era stato delineato da Anceschi nel Discorso generale del n.1, 1956.
Anceschi voleva una rivista di letteratura che si collocasse operativamente e problematicamente in un periodo di ristagno culturale, ridando vita a quell'idea fenomenologica della letteratura che caratterizzava il lavoro del critico.
In essa si voleva analizzare con razionalismo critico ogni aspetto della realtà e pertanto oltre alla letteratura vera e propria, che pertanto privilegiava uno sperimentalismo basato sulla ricerca del linguaggio, essa dava grande importanza al rapporto tra uomo e tecnica e alla evoluzione della scienza aprendosi alla cultura europea.
Infatti accanto ad una funzione di informazione e di arricchimento dell'orizzonte culturale italiano, la rivista ne sviluppa un'altra che è quella formativa e conoscitiva di quelle discipline che stavano sorgendo in Europa, dalla fenomenologia alla psicoanalisi, allo strutturalismo.
A parte il ruolo di promozione esercitato dalla rivista nei confronti dello sperimentalismo letterario, nelle pagine del periodico, furono pubblicati testi, saggi, interventi quasi sempre caratterizzati dallo sforzo di aggiornamento sui dibattiti e sulle nuove direzioni di ricerca, non solo italiane, nei campi più diversi, dalla letteratura all'arte, dalla filosofia alla linguistica.
Alla rivista collaborarono, tra gli altri, Edoardo Sanguineti, Elio Pagliarani, Alfredo Giuliani, Antonio Porta e Nanni Balestrini, i cinque poeti rappresentati nell'antologia I Novissimi. Poesie per gli anni '60 uscita nel 1961.
Costoro formarono il primo nucleo della neoavanguardia (Gruppo 63), che nacque in seguito al congresso tenutosi a Palermo nell'ottobre del 1963.
Dal 1959 al 1961, Umberto Eco curò la rubrica Diario minimo che raccoglieva osservazioni di costume e parodie letterarie, e a cui contribuirono Gillo Dorfles, Luciano Erba, Giuseppe Pontiggia, Furio Colombo, Fausto Curi, Andrea Bruno Mosetti, Alfredo Giuliani, Edoardo Sanguineti, Sandro Bajini, Giorgio Mannacio, Giovanni Giudici, Folco Portinari, Attilio Veraldi, Alfeo Bertin e Bruno Munari.
Della rivista sono uscite 9 serie. Dal 1989 è divenuta quadrimestrale. Gli indici 1956-1988 sono nel n. 9 del 1989. Gli editori sono stati Mantovani (Milano), Feltrinelli (Milano), Mucchi (Modena), Edizioni del Verri (Mantova, poi Bologna) e Monogramma (Milano).
Dagli anni '90 fino al 2020 (anno della sua scomparsa) la rivista è stata diretta da Milli Graffi, affiancata da un consiglio di direzione composto da accademici e scrittori internazionali. La rivista è stata riconosciuta dall'ANVUR come pubblicazione di fascia A per i settori di ricerca di letteratura italiana contemporanea, filologia/linguistica, storia dell'arte, letteratura italiana generale, critica letteraria e letterature comparate. Le rifondate edizioni del Verri hanno avviato, dal 2012, due collane: la "collana rossa" di scrittura e invenzione e la collana "pastore elettrico", che diffonde studi e ricerche originali.